# الستر دانکن
اَلستر نیل دانکن (انگلیسی: Alastair Neil Duncan؛ زادهٔ ۲۹ ژانویهٔ ۱۹۵۸) بازیگر و صداپیشه اهل بریتانیا است. وی از سال ۱۹۸۳ میلادی تاکنون مشغول فعالیت بوده‌است.
از فیلم‌ها یا مجموعه‌های تلویزیونی که وی در آن‌ها نقش داشته‌است، می‌توان به تاگارت، پوآرو، آنجل، گردآوری انتقامجویان، استخوان‌ها، بافی قاتل خون‌آشام‌ها، کسل، افسون‌شده، مد من، ان‌سی‌آی‌اس، مشیت، نمایش منظم، سارازن، بتمن، روان‌کاو، بتمن علیه دراکولا، مسیر مردگان، دختری با خالکوبی اژدها و ماجراهای شرلوک هلمز اشاره نمود.